# 이체 문제

질량이 비슷한 두 천체가 둘의 질량 중심 주위를 타원궤도로 돌고 있다.

고전역학에서 이체 문제(二體問題, two-body problem)는 서로 상호작용하는 두 물체의 운동을 다루는 문제이다. 보통 이 상호작용은 만유인력과 같은 역제곱 법칙이다. 행성을 공전하는 위성, 항성을 공전하는 행성, 쌍성계 등이 이체 문제에 해당한다.
이체 문제는 식의 변형을 통해 두 개의 독립적인 일체문제로 변형될 수 있다. 일체문제는 퍼텐셜 안에서의 한 물체의 운동에 관한 식을 푸는 것으로 기술되며, 언제나 해석적인 해를 구할 수 있다. 그러므로 이체 문제도 언제나 해를 구할 수 있다. 그러나 삼체문제 이상의 다체문제에서는 특수한 경우를 제외하고는 해석적인 해를 구할 수 없고, 수치적인 방법을 쓴다.

질량이 약간 차이나는 두 천체가 둘의 질량 중심 주위를 타원궤도로 돌고 있다. 이 형태는 명왕성-카론 계나 지구-달 계와 비슷하다. 단지 지구-달 계는 질량 중심이 지구 내부에 있다는 차이가 있다.

## 역사
이체 문제에 관한 연구는 천체 역학으로부터 비롯되었다. 이체 문제의 역사는 독일의 천문학자 요하네스 케플러로부터 시작된다. 케플러는 덴마크의 천문학자 튀코 브라헤의 정밀 천체 관측 자료를 분석하여 행성의 운동에 관한 케플러의 법칙을 발견하였다. 이후 영국의 물리학자 아이작 뉴턴, 에드먼드 핼리 등은 천체 간의 거리의 제곱에 반비례하는 힘으로 케플러의 법칙을 설명할 수 있다는 사실을 발견하고, 뉴턴은 이를 이용해 유명한 저서 프린키피아에서 수학적으로 행성들이 타원 궤도를 돈다는 것을 보였다. 또한, 뉴턴은 행성의 질량, 위치, 속도 정보를 이용하여 궤도를 계산하는 법을 개발했다. 뉴턴 이후 레온하르트 오일러는 '행성과 혜성의 운동'에서 오일러 방법을 이용하여 천체의 포물선 운동을 수학적으로 보였다. 핼리는 뉴턴의 법칙을 통해 핼리 혜성 등 혜성의 주기를 알아내는 데 성공했으며 이후 요한 람베르트는 오일러 방법을 일반화하여 행성의 타원, 쌍곡선 궤도를 수학적으로 계산해내었다. 이후 조제프루이 라그랑주는 행성 간의 각도들을 이용하여 궤도를 계산하는 새로운 방법을 개발했다. 이 방법은 카를 프리드리히 가우스에 의해 훨씬 개선되었고, 현재도 계속 사용되고 있다.

## 두 개의 독립된 일체 문제로의 변형

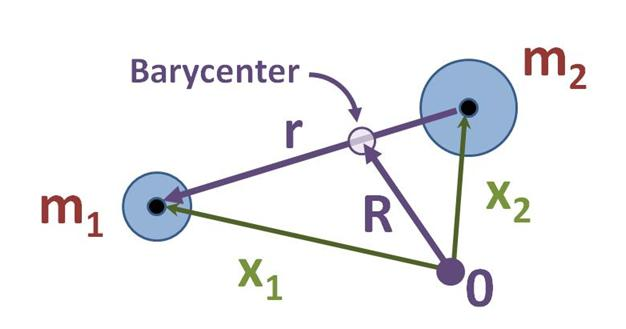
이체문제 해결을 위한 야코비 좌표계. 야코비 좌표계는 일 때 이고 인 좌표계이다.

두 물체 각각의 위치를 {\displaystyle \mathbf {x} _{1}}, {\displaystyle \mathbf {x} _{2}} 라하고, {\displaystyle \mathbf {m} _{1}}과 {\displaystyle \mathbf {m} _{2}}를 각각의 질량이라 하자. 이체 문제를 푼다는 것은 주어진 초기 위치 {\displaystyle \mathbf {x} _{1}(\mathbf {t} =0)}, {\displaystyle \mathbf {x} _{2}(\mathbf {t} =0)}와 초기 속도 {\displaystyle \mathbf {v} _{1}(\mathbf {t} =0)}, {\displaystyle \mathbf {v} _{2}(\mathbf {t} =0)}를 가지고 각각의 궤적 {\displaystyle \mathbf {x} _{1}(\mathbf {t} )}과 {\displaystyle \mathbf {x} _{2}(\mathbf {t} )}를 시간 {\displaystyle \mathbf {t} }에 대해 구하는 것이다.
각각의 물체에 대하여 뉴턴의 운동 제2 법칙을 적용해보면
{\displaystyle \mathbf {F} _{12}(\mathbf {x} _{1},\mathbf {x} _{2})=m_{1}{\ddot {\mathbf {x} }}_{1}\quad \quad \quad (1)}
{\displaystyle \mathbf {F} _{21}(\mathbf {x} _{1},\mathbf {x} _{2})=m_{2}{\ddot {\mathbf {x} }}_{2}\quad \quad \quad (2)}
{\displaystyle \mathbf {F} _{12}}는 물체1에 가해지는 물체2와의 상호작용에 의한 힘이고, {\displaystyle \mathbf {F} _{21}}은 물체2에 가해지는 물체1과의 상호작용에 의한 힘이다.
위의 두 식을 더하고 빼는 과정을 통해 이체 문제를 두 개의 독립적인 일체 문제로 분리할 수 있다. (1)과 (2)를 더하면 이 계의 질량 중심의 운동을 시간에 대해 나타내는 식이 나오고, 두 식을 빼면 두 물체를 잇는 벡터 {\displaystyle \mathbf {r} =\mathbf {x} _{1}-\mathbf {x} _{2}}의 시간에 대한 식이 나온다. 이 두 식의 해를 이용하여 각 물체의 궤적 {\displaystyle \mathbf {x} _{1}(\mathbf {t} )}과 {\displaystyle \mathbf {x} _{2}(\mathbf {t} )}를 구할 수 있다.

### 질량 중심의 운동
(1)과 (2)를 더하여 아래의 식을 얻을 수 있다.
{\displaystyle m_{1}{\ddot {\mathbf {x} }}_{1}+m_{2}{\ddot {\mathbf {x} }}_{2}=(m_{1}+m_{2}){\ddot {\mathbf {R} }}=\mathbf {F} _{12}+\mathbf {F} _{21}=0}
여기서 뉴턴의 운동 제3 법칙에 의하여 {\displaystyle \mathbf {F} _{12}=-\mathbf {F} _{21}}이고,
{\displaystyle {\ddot {\mathbf {R} }}\equiv {\frac {m_{1}{\ddot {\mathbf {x} }}_{1}+m_{2}{\ddot {\mathbf {x} }}_{2}}{m_{1}+m_{2}}}}
{\displaystyle \mathbf {R} }은 이 계의 질량 중심이다.
결과적으로는
{\displaystyle {\ddot {\mathbf {R} }}=0}
이다.
이 식을 통해 질량 중심의 속도 {\displaystyle \mathbf {V} =\mathbf {d} \mathbf {R} /\mathbf {d} \mathbf {t} }는 일정함을 알 수 있고 총 운동량 {\displaystyle \mathbf {m} _{1}\mathbf {v} _{1}+\mathbf {m} _{2}\mathbf {v} _{2}}도 일정함을 알 수 있다. (운동량 보존 법칙). 그러므로 질량 중심의 변위 {\displaystyle \mathbf {R} (\mathbf {t} )}는 두 물체의 초기 위치와 초기 속도를 가지고 언제나 구할 수 있다.

### 변위 벡터 r
(1)과 (2)를 각각 물체의 질량으로 나누어주고, (1)에서 (2)를 뺀 후에 정리하면
{\displaystyle {\ddot {\mathbf {r} }}={\ddot {\mathbf {x} }}_{1}-{\ddot {\mathbf {x} }}_{2}=\left({\frac {\mathbf {F} _{12}}{m_{1}}}-{\frac {\mathbf {F} _{21}}{m_{2}}}\right)=\left({\frac {1}{m_{1}}}+{\frac {1}{m_{2}}}\right)\mathbf {F} _{12}}
여기서 뉴턴의 운동 제3 법칙 {\displaystyle \mathbf {F} _{12}=-\mathbf {F} _{21}}을 사용하였고, {\displaystyle \mathbf {r} }은 위에서 정의했듯이 물체2에서 물체1을 가리키는 변위 벡터이다.
두 물체 간에 작용하는 힘은 두 물체 간의 상호작용에 의해서 만들어진 것이기 때문에 {\displaystyle \mathbf {x} _{1}}과 {\displaystyle \mathbf {x} _{2}}를 포함하지 않는 오직 {\displaystyle \mathbf {r} }에 의한 함수여야만 한다. 그러므로 위의 식은 아래와 같이 쓸 수 있다.
{\displaystyle \mu {\ddot {\mathbf {r} }}=\mathbf {F} _{12}(\mathbf {x} _{1},\mathbf {x} _{2})=\mathbf {F} (\mathbf {r} )}
여기서 {\displaystyle \mu }는 환산 질량이다.
{\displaystyle \mu ={\frac {1}{{\frac {1}{m_{1}}}+{\frac {1}{m_{2}}}}}={\frac {m_{1}m_{2}}{m_{1}+m_{2}}}}
{\displaystyle \mathbf {R} (\mathbf {t} )}와 {\displaystyle \mathbf {r} (\mathbf {t} )}가 구해지면 아래와 같이 각 물체의 궤적을 구할 수 있다.
{\displaystyle \mathbf {x} _{1}(t)=\mathbf {R} (t)+{\frac {m_{2}}{m_{1}+m_{2}}}\mathbf {r} (t)}
{\displaystyle \mathbf {x} _{2}(t)=\mathbf {R} (t)-{\frac {m_{1}}{m_{1}+m_{2}}}\mathbf {r} (t)}
이 식들은 {\displaystyle \mathbf {R} }과 {\displaystyle \mathbf {r} }의 정의를 우변에 대입해보면 쉽게 확인된다.

## 평면상의 이체 문제
이체 문제에서 두 물체는 언제나 한 평면 위에서 움직이게 된다. 운동량 {\displaystyle \mathbf {p} }와 각운동량 {\displaystyle \mathbf {L} }을 정의하면 아래의 식이 성립한다.
{\displaystyle \mathbf {L} =\mathbf {r} \times \mathbf {p} =\mathbf {r} \times \mu {\frac {d\mathbf {r} }{dt}}}
{\displaystyle \mathbf {L} }의 시간에 따른 변화는 알짜 돌림힘 {\displaystyle \mathbf {N} }과 같고
{\displaystyle \mathbf {N} ={\frac {d\mathbf {L} }{dt}}={\dot {\mathbf {r} }}\times \mu {\dot {\mathbf {r} }}+\mathbf {r} \times \mu {\ddot {\mathbf {r} }}\ ,}
방향이 같은 두 벡터의 외적은 0이라는 외적의 성질을 이용하면
{\displaystyle \mathbf {N} \ =\ {\frac {d\mathbf {L} }{dt}}=\mathbf {r} \times \mathbf {F} \ ,}
이고, {\displaystyle \mathbf {F} =\mu \mathbf {d} ^{2}\mathbf {r} /\mathbf {dt} ^{2}}이다.
두 물체 사이의 힘이 두 물체를 잇는 선과 같은 방향이라고 가정하면, {\displaystyle \mathbf {r} }×{\displaystyle \mathbf {F} =0}이고 이는 각운동량 벡터 {\displaystyle \mathbf {L} }이 일정함을 의미한다.(각운동량 보존) 그러므로 변위 벡터{\displaystyle \mathbf {r} }과 속도 벡터 {\displaystyle \mathbf {v} }는 언제나 {\displaystyle \mathbf {L} }에 수직인 평면 위에 함께 존재하게 된다.

## 중심력
대부분의 물리 문제에서 중심력 {\displaystyle \mathbf {F} (\mathbf {r} )}은 아래와 같은 형식을 가진다.
{\displaystyle \mathbf {F} (\mathbf {r} )=F(r){\hat {\mathbf {r} }}}
여기서 r = |{\displaystyle \mathbf {r} }| 이고{\displaystyle {\hat {\mathbf {r} }}} = {\displaystyle \mathbf {r} }/r은 단위벡터이다. 그러므로
{\displaystyle \mu {\ddot {\mathbf {r} }}={F}(r){\hat {\mathbf {r} }}\ ,}
이고, {\displaystyle \mathbf {F} (\mathbf {r} )}은 인력이기 때문에 음수이다.

## 일
이체문제에서 두 물체가 서로에게 작용한 힘에 의한 일은 한 힘이 물체 사이의 상대변위에 곱해진 것과 같다.

## 상대 운동
이체 문제에서 한 물체가 다른 물체를 관측할 때, 그 다른 물체는 그 물체의 속도와 위치에 따라 원, 타원, 포물선, 쌍곡선의 네 가지 이차곡선 궤도 중 한 궤도를 그린다.

## 같이 보기
- 삼체 문제
- 다체 문제
- 비네 방정식
- 비리얼 정리
- 라플라스-룽게-렌츠 벡터

## 참고 문헌
- Landau LD, Lifshitz EM (1976). 《Mechanics》 3.판. New York: Pergamon Press. ISBN 0-08-029141-4.
- Goldstein H (1980). 《Classical Mechanics》 2.판. New York: Addison-Wesley. ISBN 0-201-02918-9.